# Курган Костюшко (Краков)
 Памятник культуры Малопольского воеводства: регистрационный номер А-954 от  20 октября 1936 года.
Курган Костюшко (пол. Kopiec Kościuszki) — искусственный холм (курган), кенотаф, находящийся на холме Сикорник в западной части Кракова. Курган посвящён польскому национальному герою Тадеушу Костюшко и является охраняемым культурно-историческим памятником.

## История
После смерти в 1817 году Тадеуша Костюшко в Польше стало развиваться его почитание как народного героя. Общественность Кракова, где был похоронен Тадеуш Костюшко, требовала от городских властей установки памятника. В июле 1820 года Сенат Вольного города Кракова принял решение построить курган Тадеушу Костюшко наподобие уже существовавших в Кракове курганов Крака и Ванды. Местом для будущего кургана был выбран холм блаженной Брониславы на западе Кракова, в память которой у подножия холма возведена и названа готическая католическая часовня.
Комитет по строительству кургана возглавлял друг Тадеуша Костюшко и его первый польский биограф Францишек Пашковский.
Торжественное открытие начала строительства кургана состоялось 15 сентября 1820 года. В течение трёх лет в строительстве участвовали многочисленные добровольцы. 25 октября 1823 года строительство было завершено. В дальнейшем планировалось организация возле кургана деревни для крестьян, участвовавших в восстании Костюшко. Для этого у женского католического монастыря премонстранток был выкуплен земельный участок площадью 40 акров.
В 1846 году планировался очередной ремонт кургана. Однако осуществить в полной мере планы по организации крестьянского хозяйства и ремонта кургана не удалось. В 1850г. австрийские войска начали сооружать вокруг холма фортификационные сооружения под названием «Форт 2 Костюшко» (польск. Fort cytadelowy 2 „Kościuszko”), строительство которого закончилось в 1854 году.
В 1860 году на вершине кургана был установлен памятный гранитный камень с надписью «Kościuszce» («Костюшке»). Во время Первой мировой войны памятный камень был удалён и на вершине кургана был расположен наблюдательный пункт.
20 октября 1936 года курган Костюшко был внесён в реестр охраняемых памятников.
В 1937 году в соседнем Вольском лесе был сооружён курган Юзефа Пилсудского. В время оккупации нацистскими войсками Кракова немцы планировали снести курган, который являлся символом польской независимости. В 1944 году во время освобождения Кракова курган использовался советскими войсками в качестве наблюдательного пункта.
После Второй мировой войны начались работы по разрушению крепости возле кургана, которые завершились в 1957 году. Часть крепости была сохранена и в ней в 1977 году разместились гостиница и различные радиостанции.

## В настоящее время
В 1997 году в результате ливневого дождя курган значительно пострадал. Была создана общественная организация «Komitet Honorowy Ratowania Kopca Kościuszki» («Почётный комитет спасения кургана Костюшко»), которая собирала денежные средства для ремонта кургана в размере 14,7 миллионов злотых. С 10 ноября 2002 года курган был вновь открыт для посещения.
В настоящее время вход на курган является платным, за исключением нескольких дней в году.

## Галерея
- Сальваторский монастырь и курган Костюшко
- Вид на курган Костюшко с улицы Кракова
- Вид на курган Костюшко с улицы Кракова
- Вид на курган Костюшко с улицы Кракова
- На вершине кургана
- Вид c кургана в сторону Вавеля
- Вид с кургана в сторону Звежинецкого моста
- Вид с кургана в сторону Краковского луга

## Источник
- MŻK (Marek Żukow-Karczewski), Całe miasto mówiło… O osadzie rolnej, «Echo Krakowa», 12 X 1993 r., nr 199 (14018).